# Хавелиан
Хавелиан (англ. Havelian) — город в Пакистане, второй по величине в округе Абботтабад. Город находится в провинции Хайбер-Пахтунхва. Население — 49 511 чел. (на 2010 год).

## Транспорт
В 2006 году были заключены контракты на проведение технико-экономического исследования строительства железнодорожной ветки из города Хавелиан, через находящийся на высоте 4700 метров над уровнем моря Хунджерабский перевал, до китайского транспортного узла в городе Кашгар.

## Население
По результатам переписи 1998 года в городе проживало 31 388 человек.